# 新ゴ

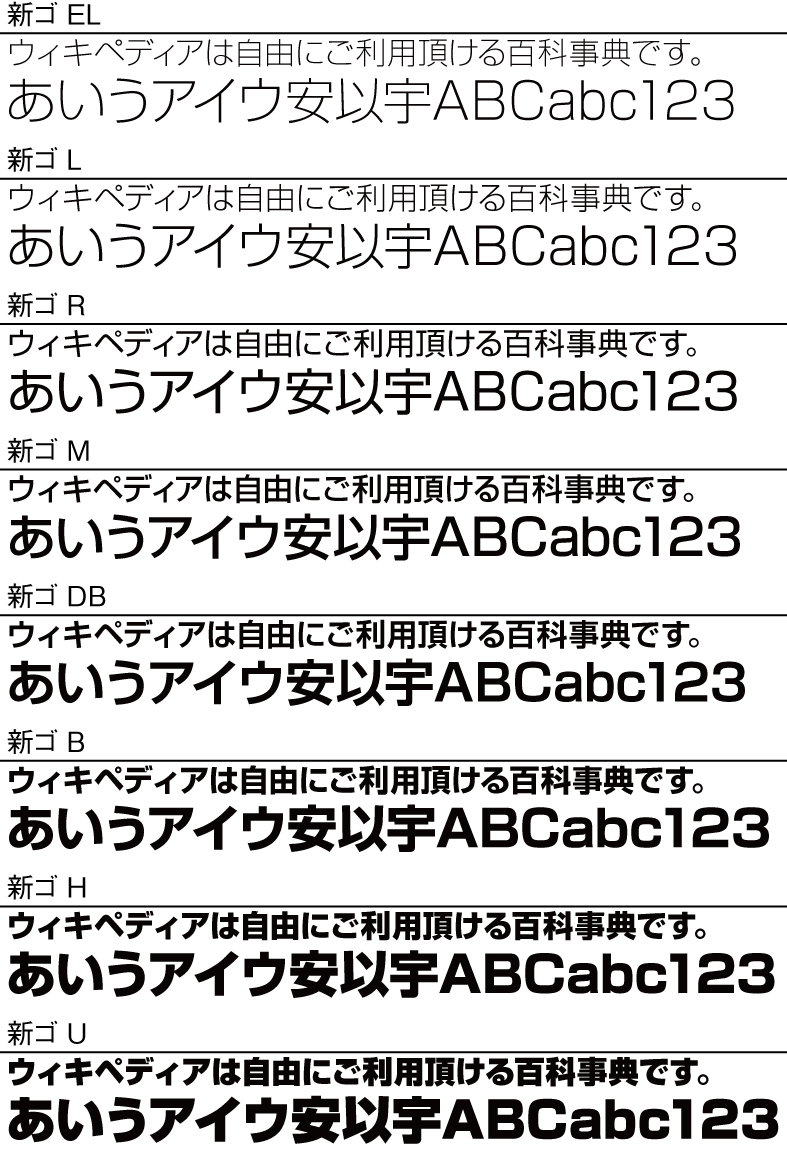
書体のサンプル

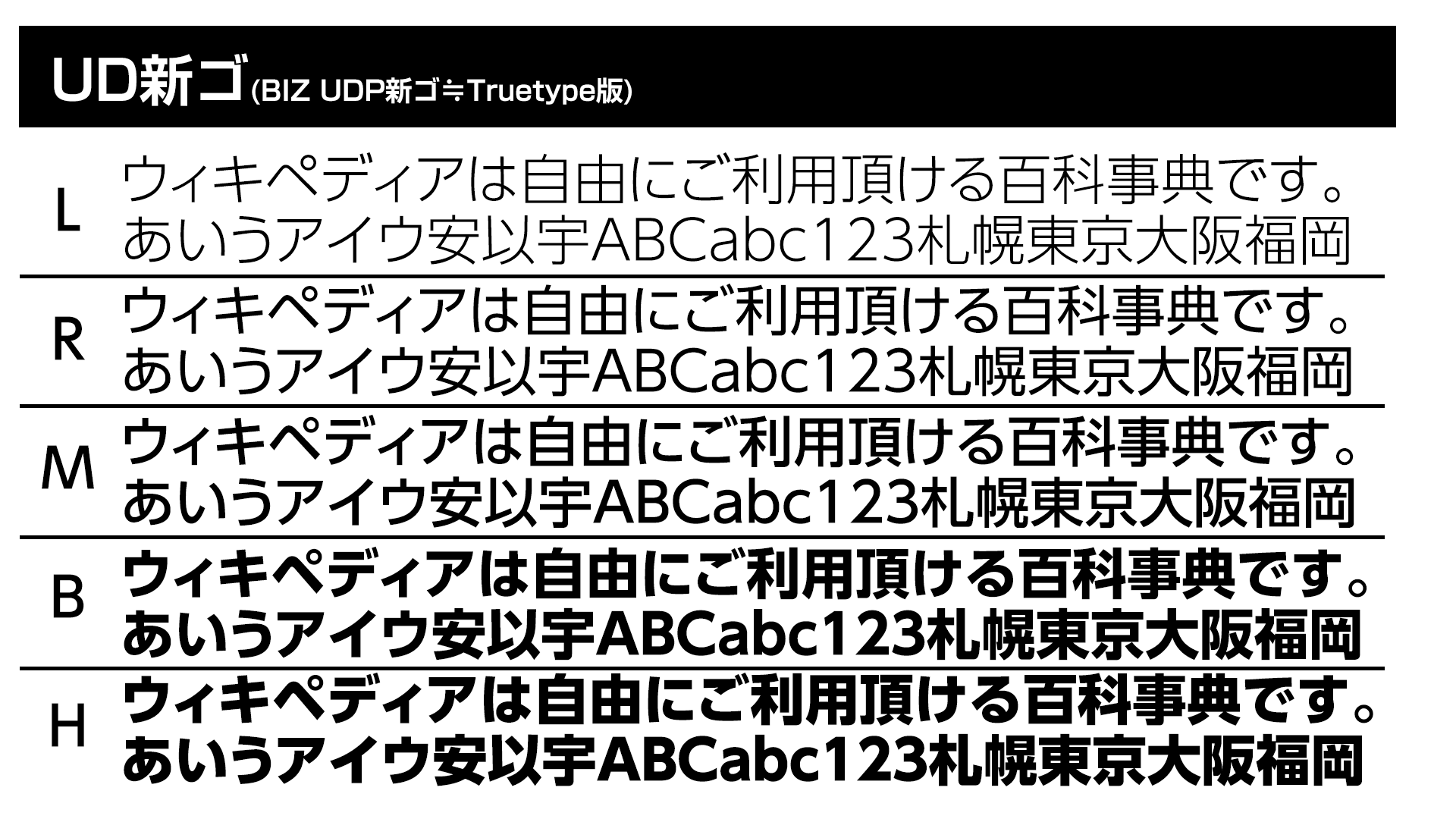
UD新ゴのサンプル

新ゴ（しんゴ）は、モリサワが開発・販売するモダンゴシック体およびそのフォント製品。

## 概要
競合メーカー・写研が発売したディスプレイ書体・「ゴナ」シリーズの成功を目の当たりにしたモリサワが、1986年、小塚昌彦を制作統括者に迎えて和文モダンゴシック体の開発に着手。Helveticaに代表される欧文のモダンサンセリフの持つ直線的で近代的な表情を持つ書体の完成を目標として制作された。かなには本来の運筆をその骨格部分で導入している。
ファミリー制作にあたっては、写研も使用していたドイツ製のアウトライン自動生成システム「イカルス」が用いられ、制作工程の迅速化が図られている。
1990年、「新ゴシック体」の名称で写植用書体として発売。電算写植用には「新ゴシック」ファミリー、DTP用には「新ゴ」ファミリーの名称でリリースされた。
同社のディスプレイ書体「ツデイ」の後継にあたる書体とされるが、写研から「ゴナの模倣である」として1993年に提訴された（ゴナの記事を参照）。
このほかに、常用漢字について文部科学省の学習指導要領の「代表的な字形」に準拠した「学参新ゴ」「学参 常改新ゴ」両ファミリーがある。

## UD新ゴ
2009年、新ゴをベースに読みやすさを改善したとされるUD新ゴが発売・配信された。欧文は同社製のClearTone SGと同じデザインとなっている。
UD新ゴには「ネオツデイ」を基にした仮名と組み合わせた「UD新ゴNT」や文字を縦長にした「UD新ゴ コンデンス」というバリエーションがある。
2014年に「UD新ゴ ハングル」（ハングルという名称だが、実際には漢字等を含めたKS X 1001をカバーしている）、2016年には「UD新ゴ 簡体字」、2019年1月には「UD新ゴ 繁体字 標準字体」が発売・配信され、日本語・英語・中国語・韓国語などの併記されたサインなどで、そろって見えるデザインが可能になった。
2019年にはペアカーニングと最新のIVSに対応したUD新ゴ（AP版）が発売・配信された。ELとUのウェイトが加えられ、AP版の欧文はClarimo UD PEに変更となった。

## ファミリー構成

### 新ゴ
- 新ゴ EL (Extralight) - 1991年
- 新ゴ L (Light) - 1990年
- 新ゴ R (Regular) - 1991年
- 新ゴ M (Medium) - 1990年
- 新ゴ DB (Demibold) - 1990年
- 新ゴ B (Bold) - 1990年
- 新ゴ H (Heavy) - 1990年
- 新ゴ U (Ultrabold) - 1990年
- 新ゴ シャドウ - 2008年
- 新ゴ エンボス - 2008年
- 新ゴ ライン - 2009年
- 新ゴ 太ライン - 2008年

- 新ゴシック アウトライン - 1994年[3]

### UD新ゴ
- UD新ゴ L
- UD新ゴ R
- UD新ゴ M
- UD新ゴ DB
- UD新ゴ B
- UD新ゴ H

### UD新ゴNT
- UD新ゴNT L
- UD新ゴNT R
- UD新ゴNT M
- UD新ゴNT DB
- UD新ゴNT B
- UD新ゴNT H

## 使用例

### 鉄道事業者における使用例
現在、多くの鉄道事業者において、駅名標やその他のサインシステムへの採用が見られる。一部の事業者では、もともとゴナだったものからの交換も見られる。

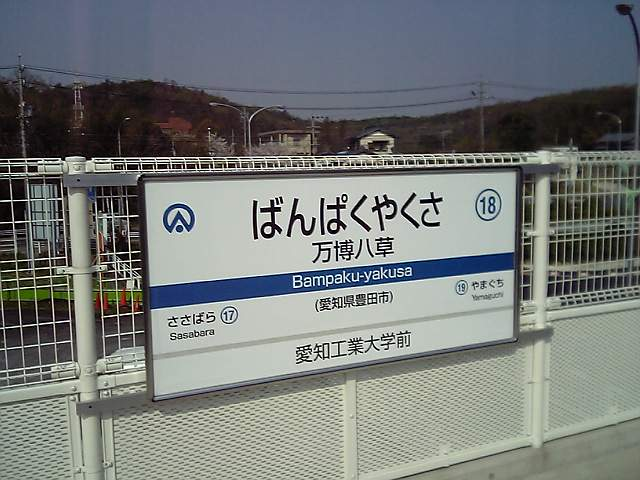
愛知環状鉄道駅名標
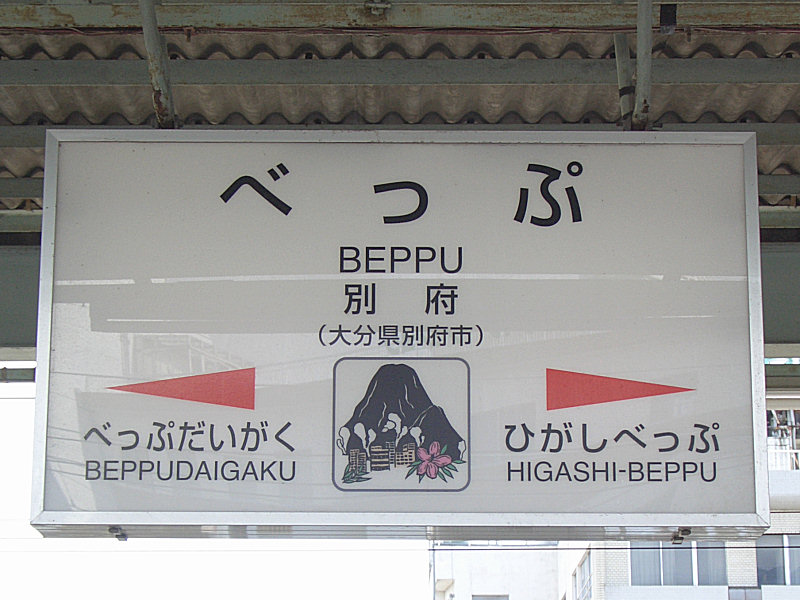
九州旅客鉄道駅名標
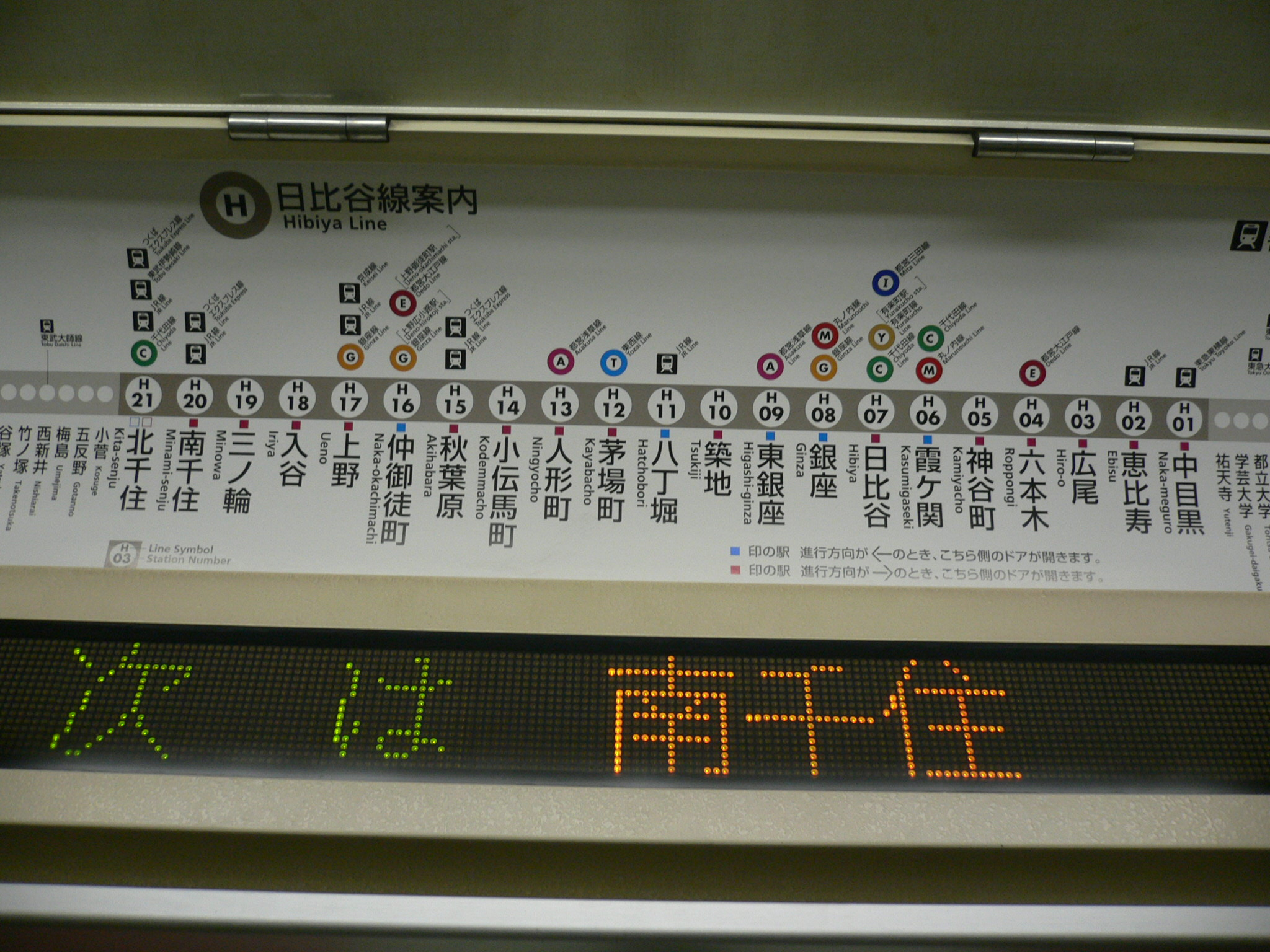
東京メトロ路線別路線図

### モバイル機器における使用例
モリサワは、2005年に携帯電話やPDA向けのアウトラインフォントとして新ゴRを基に軽量化・ラスタライズの高速化を施した「KeiType」をリリースした。
シャープのLYNX SH-10B・LYNX 3D SH-03C、ISシリーズのIS01・IS03など、パナソニックのP-06Dなどのスマートフォンに採用されているほか、以前は三菱電機や富士通の携帯電話D905i・F905iなどでも採用されていた。
近年のスマートフォンでは、シャープ製ではUD新ゴM、富士通製（子会社の富士通モバイル製も含む）ではUD新丸ゴRが主に採用されている。
ゲーム機のNintendo Switch（2017年3月3日発売）では、システムフォントとしてUD新ゴが採用された。